# Octobre 1994

## Événements
- 1er octobre : indépendance des Palaos.
- 4 octobre : Affaire Rey-Maupin en France
- 5 octobre : tragédie de l'Ordre du Temple solaire en Suisse
- 7 octobre : les États-Unis accusent l’Irak de concentrer des troupes à la frontière
- 15 octobre : restauration du président Jean-Bertrand Aristide par les Marines à Haïti.
- 16 octobre : référendum en Finlande sur l'entrée dans l'Union européenne.
- 19 octobre : une opération suicide du Hamas contre un bus à Tel-Aviv fait 22 morts civils.
- 26 octobre : traité de paix entre Israël et la Jordanie.
- 29 octobre : apparition du mouvement fondamentaliste sunnite des talibans en Afghanistan.

## Naissances
- 9 octobre : 
  - Alexie Alaïs, athlète française.
  - Jodelle Ferland, actrice canadienne.
- 19 octobre : Səmra Rəhimli , chanteuse azérie.
- 20 octobre : Andries Malan, joueur sud-africain de badminton.
- 22 octobre : David Shongo, musicien congolais.
- 27 octobre : Kurt Zouma, footballeur français et centrafricain.

## Décès
- 1er octobre : Pierre Sabbagh, pionnier de la télévision française.
- 2 octobre : Harriet Nelson, comédienne américaine.
- 9 octobre : Florence Blot, actrice française.
- 12 octobre : 
  - Sady Rebbot, acteur et comédien de doublage français.
  - Albert Flocon, graveur et théoricien de la perspective, élève du Bauhaus
- 15 octobre : Sarah Kofman, philosophe et écrivaine française.
- 18 octobre :
  - Xavier Depraz (Xavier Delaruelle), chanteur d'opéra.
  - Cleews Vellay, ancien président d'Act Up-Paris (1992-1994).
- 19 octobre : Martha Raye, actrice.
- 20 octobre : Burt Lancaster, acteur.
- 21 octobre : Benoît Régent, acteur.
- 24 octobre : Raúl Juliá, acteur.
- 30 octobre : Nicholas Georgescu-Roegen, mathématicien et économiste roumain, théoricien de la décroissance.